# Чифталарян, Рубен Мкртичевич
Рубен Мкртичевич Чифталарян (арм. Ռուբեն Չիֆթալարյան, 5 марта 1934, Ахалцихе — 8 мая 2011, Киев) — армянский государственный и хозяйственный деятель.

## Биография
- 1952—1957 — Ереванский политехнический институт[4]. Инженер.
- 1957—1958 — работал в тресте «Семипалатстрой» Казахской ССР.
- 1958—1959 — был начальником участка № 9 того же треста.
- 1959—1960 — главный инженер в тресте «Коммунжилстрой» Казахской ССР.
- 1960—1964 — управляющий треста «Совнархозшин».
- 1964—1966 — главный инженер треста «Химшин» Казахской ССР.
- 1966—1967 — управляющий треста № 3 «ГлавКиевстрой» № 37-го стройуправления Украинской ССР.
- 1967—1970 — управляющий треста «Белоцерковстрой» министерства сельского строительства Украинской ССР.
- 1970—1972 — управляющий треста «Броварисельстрой» Киевского края министерства сельского строительства Украинской ССР.
- 1972—1981 — заместитель начальника управления отдела садоводства и виноделия при совете министров Армянской ССР.
- 1981—1985 — заместитель министра овощного плодоводствия Украинской ССР.
- 1986—1989 — заместитель начальника управления Главного строительного управления Госагропрома Армянской ССР.
- 1989—1990 — первый заместитель председателя Госагропрома Армянской ССР.
- 1990—1991 — первый заместитель председателя Совета Министров Армянской ССР[5].
- 1991—1992 — государственный министр Армении[6][7][8].
- 1992—1994 — первый вице-премьер[8], ИО премьерминистра Армении.
- 1994—2011 — основатель украинской инвестиционно-банковской компании Standart NV Украина[8].

Принимал участие в восстановительных работах после Спитакского землетрясения 1988 г. Награжден памятной медалью и грамотой «За активное участие в спасательных и восстановительных работах в зоне землетрясения Республики Армения».